# Вельплагебах
Вельплагебах (нем. Welplagebach) — река в Германии, протекает по земле Северный Рейн-Вестфалия. Левый приток реки Луттер. В верхнем течении носит название Райнкебах, в среднем — Шлангенбах.

## География
Река берёт начало южнее деревни Фридрихсдорф, входящей в состав города Гютерсло. Течёт в западном направлении. Впадает в Луттер у южной границы деревни Мариенфельд, входящей в состав города Харзевинкель.
Общая длина реки составляет 17 км, площадь водосборного бассейна — 26,989 км². Высота истока 96 м. Высота устья 65 м.
Речной индекс 31326. Перепад высоты 33 м.